# Masakra przy Tunnel Hill
Masakra przy Tunnel Hill, zwana również masakrą nad zatoką Talili (ang. Tunnel Hill Massacre, Tunnel Hill Incident, Talili Bay Massacre) – domniemana zbrodnia wojenna, którą funkcjonariusze japońskiej Kempeitai mieli popełnić 4–5 marca 1944 roku, w czasie wojny na Pacyfiku.
Na początku marca 1944 roku japońska twierdza w Rabaulu na Nowej Brytanii stała się celem intensywnych ataków amerykańskiego lotnictwa. W armijnym obozie jenieckim w Rabaulu przebywało wtedy około 55 alianckich jeńców. Po rozpoczęciu nalotów Japończycy przenieśli ich do prowizorycznego obozu przy Tunnel Hill Road w głębi półwyspu Gazelle. W kolejnych dniach funkcjonariusze Kempeitai zabrali z obozu co najmniej 31 Amerykanów i Australijczyków, których losy pozostają do dziś niewyjaśnione. Po kapitulacji Japonii funkcjonariusze Kempeitai utrzymywali, że wszyscy jeńcy zginęli w nalocie amerykańskiego lotnictwa. Jest jednak wielce prawdopodobne, że w rzeczywistości zostali zamordowani.

## Geneza

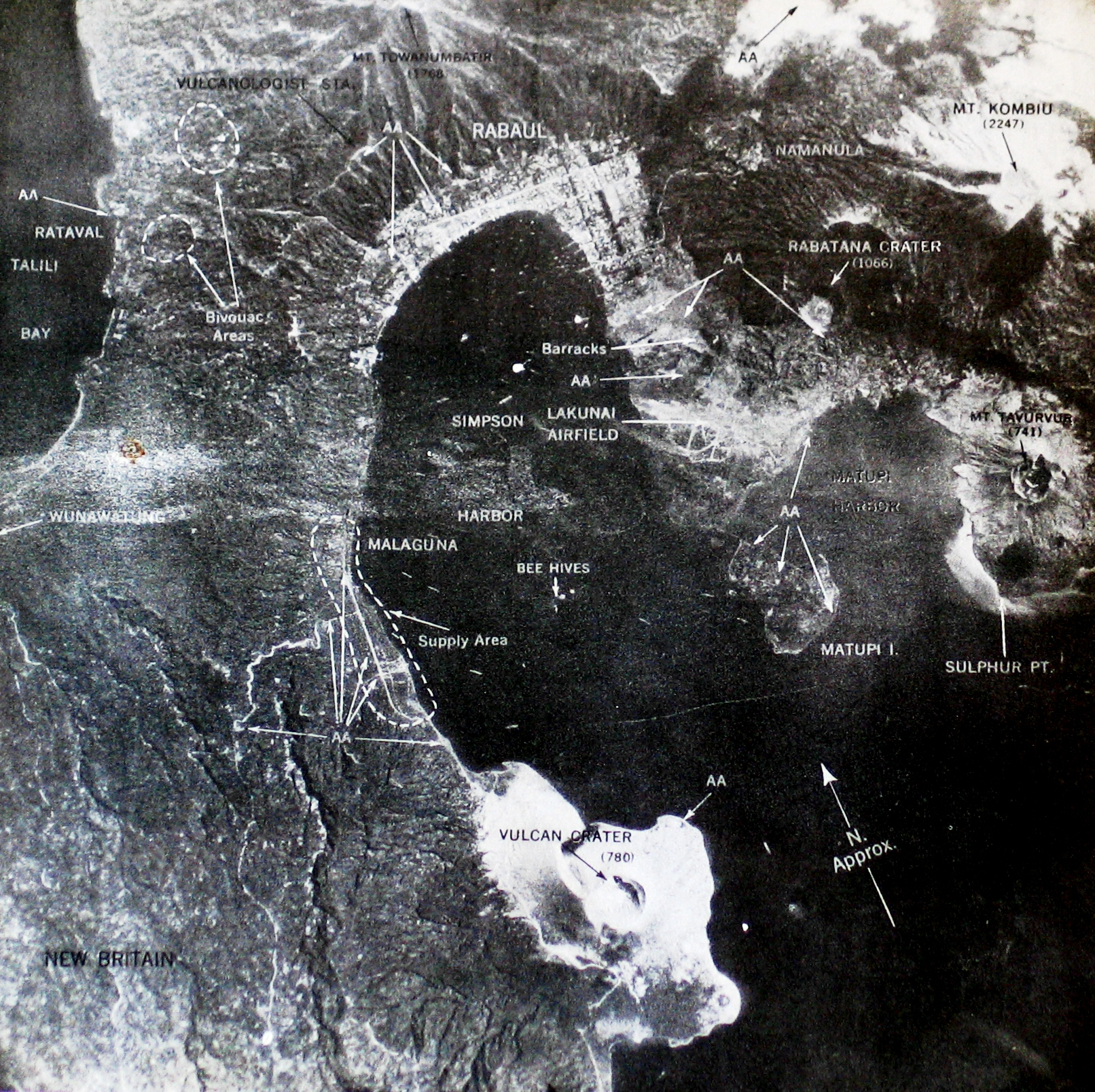
Zdjęcie lotnicze okolic Rabaulu, wykonane w 1943 roku przez amerykański samolot. Na zdjęciu widoczna m.in. zatoka Talili

W okresie niemieckich rządów kolonialnych na Nowej Brytanii zbudowano drogę, która przecinając w poprzek półwysep Gazelle, łączyła miasto i port Rabaul z wioską Tanoura nad zatoką Talili. Na jednym z jej odcinków zbudowano podziemny tunel, od którego przyjęła nazwę Tunnel Hill Road.
Krótko po rozpoczęciu wojny na Pacyfiku Nowa Brytania została zajęta przez Japończyków. W pobliżu tunelu z czasów niemieckich wydrążyli oni kolejne, które miały zabezpieczać żołnierzy oraz sprzęt przed atakami alianckiego lotnictwa.
28 lutego 1944 roku amerykańska Thirteenth Air Force rozpoczęła ofensywę bombową przeciwko japońskiej twierdzy w Rabaulu. 2 marca miał miejsce szczególnie silny nalot dywanowy, po którym miasto legło w gruzach. Poważnych zniszczeń doznał m.in. znajdujący się w Rabaulu armijny obóz jeniecki, aczkolwiek żadna z bomb nie dosięgła schronu, w którym ukryli się jeńcy i strażnicy. Wkrótce po zakończeniu nalotu wszystkich jeńców, w liczbie około pięćdziesięciu pięciu, zabrano ciężarówkami na Tunnel Hill Road i umieszczono w jednym z wydrążonych przez Japończyków tuneli. W sąsiednim tunelu urządzono kwaterę strażników.
Warunki w nowym obozie były bardzo ciężkie. Spód jaskini, w której umieszczono jeńców, miał powierzchnię niespełna 46,5 m², przez co jeńcy z trudem znajdowali miejsce by usiąść. W konsekwencji sen był możliwy tylko w trybie zmianowym. Na skutek tropikalnych temperatur i złej wentylacji panował trudny do zniesienia upał i zaduch. Do załatwiania potrzeb naturalnych służyło jeńcom zaledwie jedno wiadro. Co do zasady musieli przez cały czas pozostawać skuci w parach, aczkolwiek znaleźli sposób, by pod nieobecność strażników niepostrzeżenie zdejmować więzy. Po przybyciu do obozu każdemu wydano po ryżowej kulce, a także po manierce wody na trzy osoby. Kolejne racje żywności otrzymali dopiero po upływie trzech dni. Japońscy strażnicy pod byle pretekstem brutalnie ich bili.

## Ustalone fakty
3 marca Rabaul ponownie padł ofiarą ciężkiego nalotu. Następnego poranka w obozie pojawiła się grupa funkcjonariuszy Kempeitai. Na podstawie pisemnej listy wywołali z tunelu około szesnastu jeńców. Jednym z nich był mjr Ralph Cheli – oficer amerykańskiego lotnictwa, którego pięć miesięcy wcześniej odznaczono Medalem Honoru. Wywołanym jeńcom związano ręce za plecami, zawiązano opaski na oczach, po czym zabrano ich w nieznane miejsce.
5 marca o poranku Japończycy zabrali z tunelu kolejną grupę jeńców. Na pytanie jednego z Amerykanów odpowiedzieli, że zabierają jego kolegów „w bezpieczne miejsce”. Zarówno w tej, jak i w poprzedniej grupie znaleźli się najbardziej chorzy i osłabieni jeńcy.
Żaden z zabranych nie powrócił już do obozu. Jeńcy, których pozostawiono przy Tunnel Hill, podejrzewali, że ich kolegów zamordowano. Porucznik Jose Holquin zeznał po wojnie, że krótko po zabraniu każdej z grup można było usłyszeć dochodzące z oddali odgłosy, które przypominały strzały karabinowe. Mimo wielokrotnych pytań strażnicy konsekwentnie odmawiali udzielenia informacji na temat losu jeńców, których zabrano 4 i 5 marca.

## Powojenne śledztwo
Po kapitulacji Japonii wojska alianckie powróciły na Nową Brytanię. Funkcjonariusze 6. polowego oddziału Kempeitai wręczyli im wtedy sześć urn, które miały zawierać prochy 31 zaginionych jeńców. Japończycy przedstawili własną wersję wydarzeń, według której jeńców zabrano z Tunnel Hill, aby zmniejszyć zagęszczenie panujące w tamtejszym obozie. Rzekomo planowano ich osadzić na wyspie Watom przy północnym wybrzeżu Nowej Brytanii. Rankiem 5 marca 1944 roku, gdy jeńcy wraz ze strażnikami oczekiwali na brzegu zatoki Talili na łódź lub prom, które miały zabrać ich na Watom, nastąpił nalot amerykańskiego lotnictwa. Prowizoryczny schron, w którym umieszczono jeńców, miał jakoby otrzymać bezpośrednie trafienie dwiema bombami lotniczymi. Rzekomo 26 jeńców zginęło na miejscu, a pozostałych pięciu wkrótce zmarło na skutek odniesionych obrażeń.
Australijscy śledczy przyjęli zeznania Japończyków z dużą nieufnością. Wiele wskazywało bowiem, że zostały one zawczasu uzgodnione. Mało wiarygodny wydawał się opis okoliczności śmierci jeńców; zwracał zwłaszcza uwagę fakt, że w rzekomym nalocie nie odniósł obrażeń żaden ze strażników. Odnotowano również, że z tunelu zabrano niemal wyłącznie chorych i osłabionych jeńców. Przesłuchano oficera, który był w tym czasie dowódcą japońskiej placówki na wyspie Watom. Oświadczył on, że nigdy nie otrzymał jakichkolwiek rozkazów dotyczących transferu jeńców, ani też nie jest mu nic wiadomo o ich śmierci w amerykańskim nalocie. Dowódca japońskiej 8. Grupy Armijnej gen. Hitoshi Imamura zeznał z kolei, że przeniesienie jeńców na Watom było rozważane, lecz ostatecznie nie wydano w tej sprawie żadnych rozkazów, gdyż brakowało jednostek pływających, które mogłyby zostać wykorzystane do ich transportu. Tym co wzbudziło jednak największe wątpliwości śledczych był fakt, że Japończycy potraktowali szczątki pogardzanych przez siebie jeńców z niespotykanym w innych okolicznościach szacunkiem, kremując je i składając w urnach, zamiast zakopać w miejscu, w którym zginęli. Obecnie wiadomo również, choć australijscy śledczy nie byli tego świadomi w czasie, gdy prowadzili dochodzenie, że 5 marca 1944 roku alianckie lotnictwo nie przeprowadziło żadnych ataków w rejonie zatoki Talili.
Jednego z japońskich jeńców, urodzonego w USA tłumacza o nazwisku Shinichi Kawamoto, poddano przesłuchaniu z użyciem wariografu. Utrzymywał on, iż nie wie co stało się z jeńcami, lecz wariograf wskazał, że przesłuchiwany kłamał. Po zakończeniu przesłuchania Kawamoto przyznał jedynie, że sam nie wierzy w wersję podawaną przez jego przełożonych i towarzyszy. Podobnemu testowi nie poddano pozostałych Japończyków, prawdopodobnie ze względu na fakt, że nie znali oni języka angielskiego, a przesłuchanie w obecności tłumacza dawałoby mniej wiarygodne wyniki. Ostatecznie funkcjonariuszom Kempeitai nie zdołano udowodnić kłamstwa, aczkolwiek w opinii śledczych ich wersja była całkowicie niewiarygodna.
Zeznania jednego z tubylców wskazywały na możliwość, że jeńcy z Tunnel Hill zostali zamordowani na wysepce Matupi, leżącej na południowy wschód od Rabaul. We wskazanym przez niego miejscu odnaleziono zwłoki 24 alianckich jeńców i cywilów. Wszystko jednak wskazuje, że owe zbrodnie nie były ze sobą powiązane, gdyż Matupi podlegała jurysdykcji Cesarskiej Marynarki Wojennej i to jej żołnierze – nie zaś funkcjonariusze Kempeitai, która wchodziła w skład Cesarskiej Armii Japońskiej – dokonywali tam egzekucji.
Losy zaginionych jeńców do dziś pozostają niewyjaśnione. Jest jednak wielce prawdopodobne, że wszyscy zostali zamordowani przez Kempeitai nad brzegiem zatoki Talili, a ich zwłoki ekshumowano i spalono na krótko przed kapitulacją, aby zatrzeć ślady zbrodni.

## Epilog
Po 5 marca 1944 roku przy Tunnel Hill Road pozostało już tylko 22 jeńców. Około 15 marca przeniesiono ich do chaty położonej niedaleko tunelu, w miejscu, które nazwali „doliną śmierci”. Na początku listopada 1944 roku zostali natomiast osadzeni w chacie na terenie tzw. plantacji bananowca. Począwszy od jesieni 1944 roku trzynastu jeńców, którzy pozostawali nadal przy życiu, zaczęto poddawać pseudomedycznym i pseudonaukowym eksperymentom. Najpierw zaserwowano im eksperymentalną dietę złożoną głównie z manioku. Eksperyment ten przeżyło tylko dziewięciu jeńców. Z kolei latem 1945 roku pięciu jeńców rozmyślnie zarażono malarią (dwóch zmarło), a na dwóch innych przetestowano eksperymentalne leki antymalaryczne. Ostatecznie tylko siedmiu jeńców zdołało doczekać wyzwolenia.
Wśród 31 zaginionych jeńców, znajdowało się 23 Amerykanów i ośmiu Australijczyków. Dwie przekazane przez Japończyków urny, które miały zawierać szczątki dwóch zidentyfikowanych z nazwiska lotników amerykańskich, pochowano odpowiednio na Golden Gate National Cemetery w San Bruno w stanie Kalifornia oraz na cmentarzu amerykańskim w Manili na Filipinach. Pozostałe prochy podzielono w proporcji 2/3 do 1/3. Szczątki pozostałych 21 amerykańskich ofiar, w tym mjr. Cheliego, zabrano do USA i pogrzebano na Jefferson Barracks National Cemetery w stanie Missouri. Z kolei prochy, które miały należeć do ofiar australijskich, pogrzebano na cmentarzu wojennym Bita Paka na Nowej Brytanii.